# Arnaud de Corbie
Arnaud de Corbie (* 1325 in Beauvais; † 24. März 1414) war Berater der Könige Karl V. und Karl VI.
Er begann seine berufliche Laufbahn als Schreiber, wurde dann Anwalt und 1363 Conseiller im Parlement de Paris. 1373 wurde er geadelt, 1374 war er Erster Präsident des Parlements von Paris.
Er nahm eine Reihe von Missionen in Burgund, Flandern, Languedoc, Bretagne und beim Papst in Avignon wahr. 1388 wurde er − anlässlich der Volljährigkeit des Königs Karl VI. und der Ablösung der Regierung der Herzöge − zum Kanzler von Frankreich ernannt, war einer der Marmousets Karls VI.
Die Bourguignons hielten ihn zeitlebens für einen ihrer Gegner. Mit seiner Habgier und der Freigiebigkeit des Königs erwarb er ein großes Vermögen, was ihm eine starke Unbeliebtheit einbrachte. Seine Karriere wurde zudem von Parteiwechseln geprägt. 1398 wurde er entlassen, 1400 zurückgerufen, 1405 erneut entlassen und 1409 erneut eingesetzt. Er war einer derjenigen, die vor den Generalständen von 1413 am stärksten die Reformisten aus der Sorbonne anprangerten. Man warf ihm im Gegenzug sein hohes Alter vor, und noch im gleichen Jahr wurde er unter Drohungen von den Cabochiens zur Demission gedrängt.